# Shamosuchus
Shamosuchus is een geslacht van uitgestorven neosuchische krokodilachtigen dat leefde tijdens het Laat-Krijt (Campanien) in wat nu de Djadokhta-formatie van Mongolië is, ongeveer 75 miljoen tot 71 miljoen jaar geleden.

## Naamgeving
Tijdens de Derde Aziatische Expeditie van het American Museum of Natural History in 1923 werd door Walter Granger bij Sjabarach Oesoe ('Shabarakh Usu') het skelet gevonden van een kleine krokodil.
Het geslacht en de typesoort Shamosuchus djadochtaensis werd in 1924 benoemd door Charles Craig Mook. De geslachtsnaam is afgeleid van het Chinees sha mo, 'zandwoestijn', een aanduiding voor de Gobiwoestijn. De soortaanduiding verwijst naar de Djadochtaformatie.

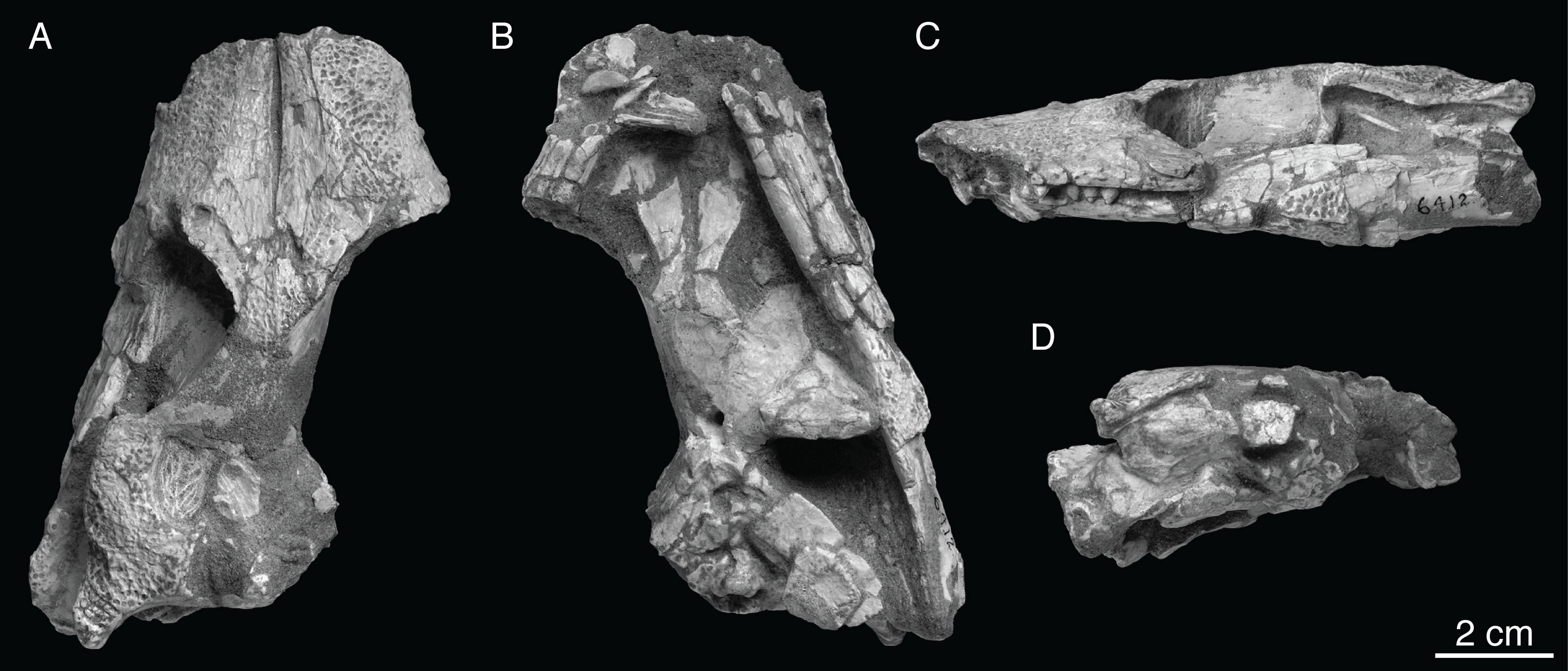
Het holotype

Het holotype is AMNH 6412. Het bestaat uit een schedel met onderkaken waaraan de snuitpunt en de rechterachterkant ontbreken.
In 2009 en 2015 werd een tweede specimen toegewezen, IGM 100/1195.
Efimow benoemde begin jaren tachtig drie soorten: Shamosuchus occidentalis Efimov 1982 gebaseerd op specimen PIN 327/721 uit Oezbekistan, Shamosuchus ulanicus Efimov 1983 gebaseerd op specimen PIN 3140-502, en Shamosuchus tersus gebaseerd op specimen PIN 3141-501. De laatste twee soorten worden wel als jongere synoniemen gezien van Paralligator gradilifrons.
Paralligator was volgens verschillende auteurs, waaronder Turner, synoniem aan het geslacht Shamosuchus. Dat leidde ertoe dat de vele soorten van Paralligator hernoemd werden onder Shamosaurus. Echter, een recente cladistische analyse van Paralligatoridae vond Paralligator op een verschillende positie dan Shamosuchus.
In 1989 benoemde Lew Nesow een Shamosuchus karakalpakensis. Dat wordt tegenwoordig beschouwd als een nomen dubium.

## Beschrijving
Shamosuchus is een kleine soort. De schedel van het  holotype is maar een tien centimeter lang.
In 2015 werd een aantal onderscheidende kenmerken aangegeven. De maxillaire tanden worden groter in één enkele golf (van voor naar achter). Het bovenkaaksbeen heeft maar een ondiepe trog onder het neusbeen en de oogkas. Het postorbitale maakt geen contact met het ectopterygoïde. Er is een lange bijdrage van de splenialia aan de symfyse van de onderkaken. Het quadratojugale heeft een smalle opgaande tak met een zwak ontwikkelde richel langs de voorrand.

## Fylogenie
Moderne studies hebben Shamosuchus wel basaal in de Eosuchia geplaatst.

## Paleobiologie
De oog- en neusopeningen bevonden zich niet boven het niveau van het schedeldak zoals bij moderne krokodilachtigen, zodat het dier zijn kop volledig uit het water zou moeten heffen om te ademen. Omdat deze schedelmorfologie niet geschikt is voor een hinderlaagroofdier, ondersteunt dit het idee van een dieet van ongewervelde waterdieren. De tanden toonden aanpassingen om tweekleppigen, buikpotigen en andere dieren met een schaal of exoskelet te kraken. 